# Finn Meert
Finn Meert (Aalst, 2008) is een Belgische voetballer die als centrumspits speelt. Hij kwam uit voor de jeugd van Royal Antwerp FC U18 en maakte in 2025 de overstap naar Eendracht Aalst.

## Jeugdopleiding
Meert begon zijn voetbalcarrière bij de jeugd van TK Meldert, een lokale club in Oost-Vlaanderen. 
Na zijn periode bij Meldert werd hij opgepikt door Royal Antwerp FC, waar hij aansloot bij het U18-team dat uitkomt in de hoogste jeugdreeks van België.
In 2025 besloot Finn Meert de overstap te maken naar Eendracht Aalst. Meert werd opgenomen in de A-kern.